# Senobasis asiloides
Senobasis asiloides är en tvåvingeart som först beskrevs av Jacques-Marie-Frangile Bigot 1878.  Senobasis asiloides ingår i släktet Senobasis och familjen rovflugor. Inga underarter finns listade i Catalogue of Life.